# 埃爾卡門德拉弗龍特拉區
埃爾卡門德拉弗龍特拉區（西班牙語：Distrito de El Carmen de la Frontera），是秘魯的一個區，位於該國西北部皮烏拉大區的宛卡班巴省，始建於1964年12月4日，面積678.24平方公里，海拔高度2,450米，2005年人口12,693，人口密度每平方公里19人。